# Anglesit
Anglesit er et mineral bestående af blysulfat, PbSO4, isomorf med sulfaterne af Barium og Strontium (Baryt og Cølestin), med over 68 % bly. Krystallerne er rombiske og i reglen meget smukt udviklede og overordentlig formrige idet ca. 85 forskellige enkelte krystalformer er kendte; som hos blyforbindelser i almindelighed er lysbrydningen meget stærk. mineralet er på mange forekomster vandklart gennemsigtigt eller hvidt, gråt, brunligt osv. ved forureninger. Glansen er diamantglans, hårdhed som kalkspat. Vægtfylde 6,3—6,4 gram/cm3. Ikke meget tydelig spaltbarhed. Anglesit findes på mange blyforekomster, dannet som sekundært produkt ved iltning af blyglans (også pseudomorfoser efter blyglans er kendte) og ofte påvokset i pragtfulde krystalgrupper på denne. De berømteste forekomster af anglesit er: Monteponi på Sardinien, Badenweiler i Schwarzwald, Müsen ved Siegen, flere steder i Ungarn, Anglesey i England, Leadhills i Skotland, Beresovsk i Ural, Nertschinsk i Sibirien, Phoenixville i Pennsylvanien osv., overalt kun i underordnet mængde, så at den ikke kan regnes som nogen blymalm af betydning. I større masser findes PbSO4, angivelig som et amorft, jordagtigt, sort mineral ved Coquimbo i Chile.